# Альдабра (группа островов)

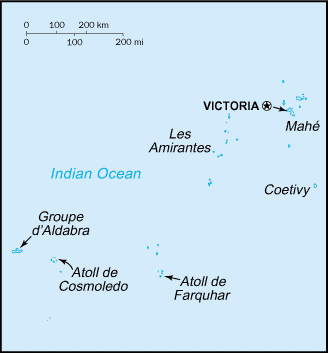
Группа островов Альдабра в составе Внешних Сейшельских островов

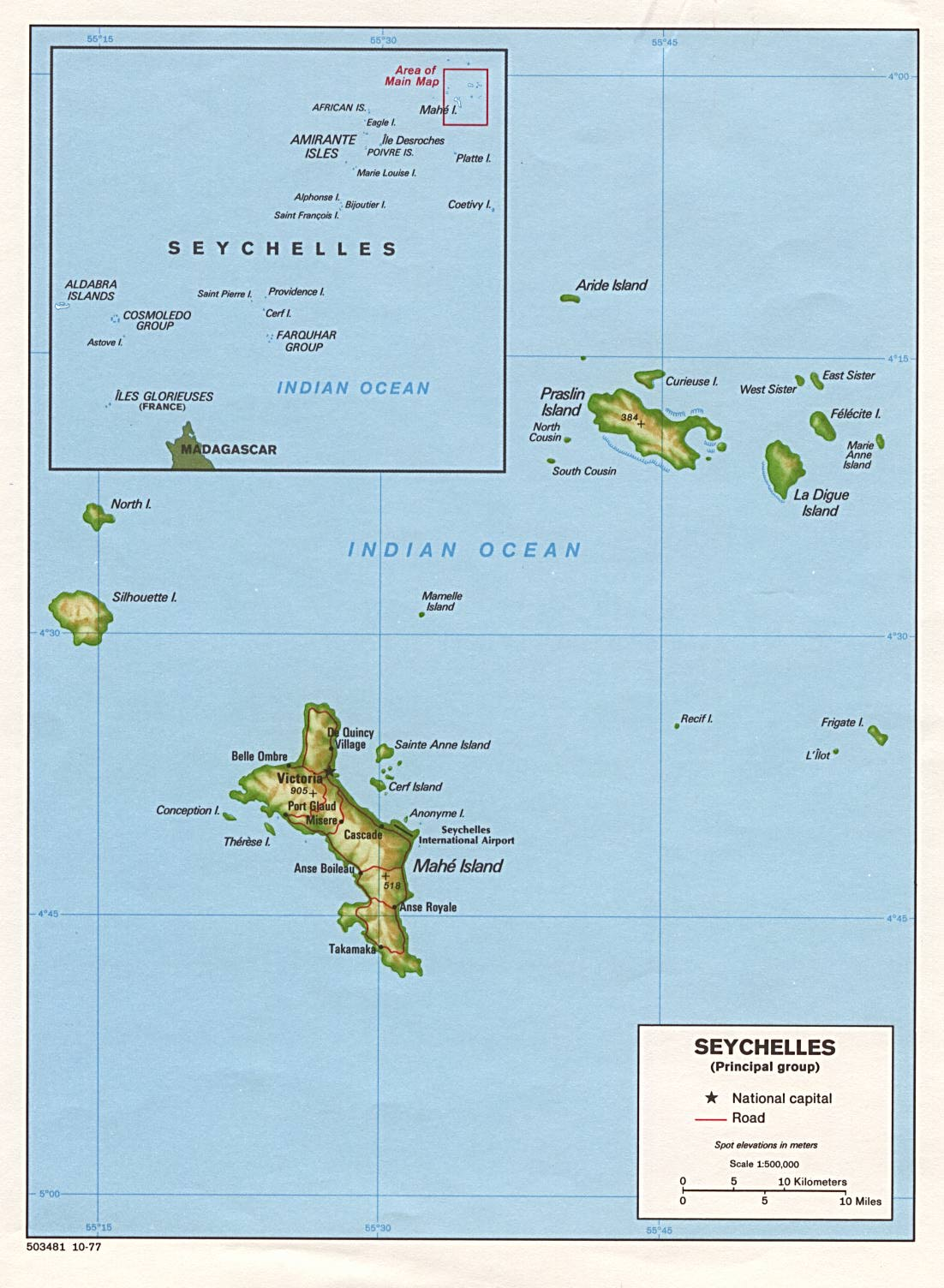
Группа островов Альдабра к северо-западу от Мадагаскара

Альдабра (англ. Islands in the Aldabra group) — группа островов, расположена в западной части Индийского океана и входит в так называемые Внешние Сейшельские острова, самая западная группа в их составе. Общая площадь — 176 км².

## Острова
1. острова Альдабра — коралловый атолл
2. остров Ассампшен — коралловый остров
3. остров Астов — коралловый атолл
4. острова Космоледо — коралловый атолл

| Острова           | Площадь, км² | Население, чел. | Плотность, чел./км² |
| ----------------- | ------------ | --------------- | ------------------- |
| острова Альдабра  | 155,4        | 0               | 0                   |
| остров Ассампшен  | 11,07        | 7               | 0,63                |
| остров Астов      | 4,96         | 0               | 0                   |
| острова Космоледо | 5,20         | 0               | 0                   |
| Всего             | 175,97       | 7               | 0,04                |